# NGC 4666
NGC 4666 は赤道付近のおとめ座にある渦巻銀河である。天の川銀河(銀河系)からおよそ16.83メガパーセク (55メガ光年) 離れた場所に位置している。1784年2月22日にドイツの天文学者であるウィリアム・ハーシェルによって発見された。NGC 4666はおとめ座超銀河団の南端から延びる銀河団であるおとめ座IIグループのひとつである。NGC 4668や矮小銀河との相互作用銀河に属し、NGC 4632を含む小さなグループに属している。
銀河の形態分類ではSABc(中程度の巻き具合、中心付近に弱い棒状構造が見られる)とされている。中程度の活動を示す活動銀河核があり、ガスと塵によって覆われていると考えられている。その銀河核からはX線と電波が観測されている。
この銀河はスターバースト銀河であり、活発な星形成の場として注目されている。ESAのXMM-Newton宇宙望遠鏡によって、X線の観測によって顕著な銀河風が起きていることが明らかになった。推定される星形成速度は7.3 M☉ yr–1であり、密度は8.9×10−3 M☉ yr−1 kpc−2と見積もられている。他の多くのスターバースト銀河とは異なり、星形成が銀河の中心だけでなく円盤全体で起こっていると考えられている。
NGC 4666 では3つの超新星が観察されている。1965年3月23日、SN 1965H (II型超新星、14等級)が地上で発見されている。また、2014年12月9日にはNGC 4666においてIa型超新星が観測されている。2019年12月27日にはIb型超新星が観察された(SN 2019yvr)。宇宙の膨張により地球から見たときに遠ざかっているため、0.005の赤方偏移が見られる。

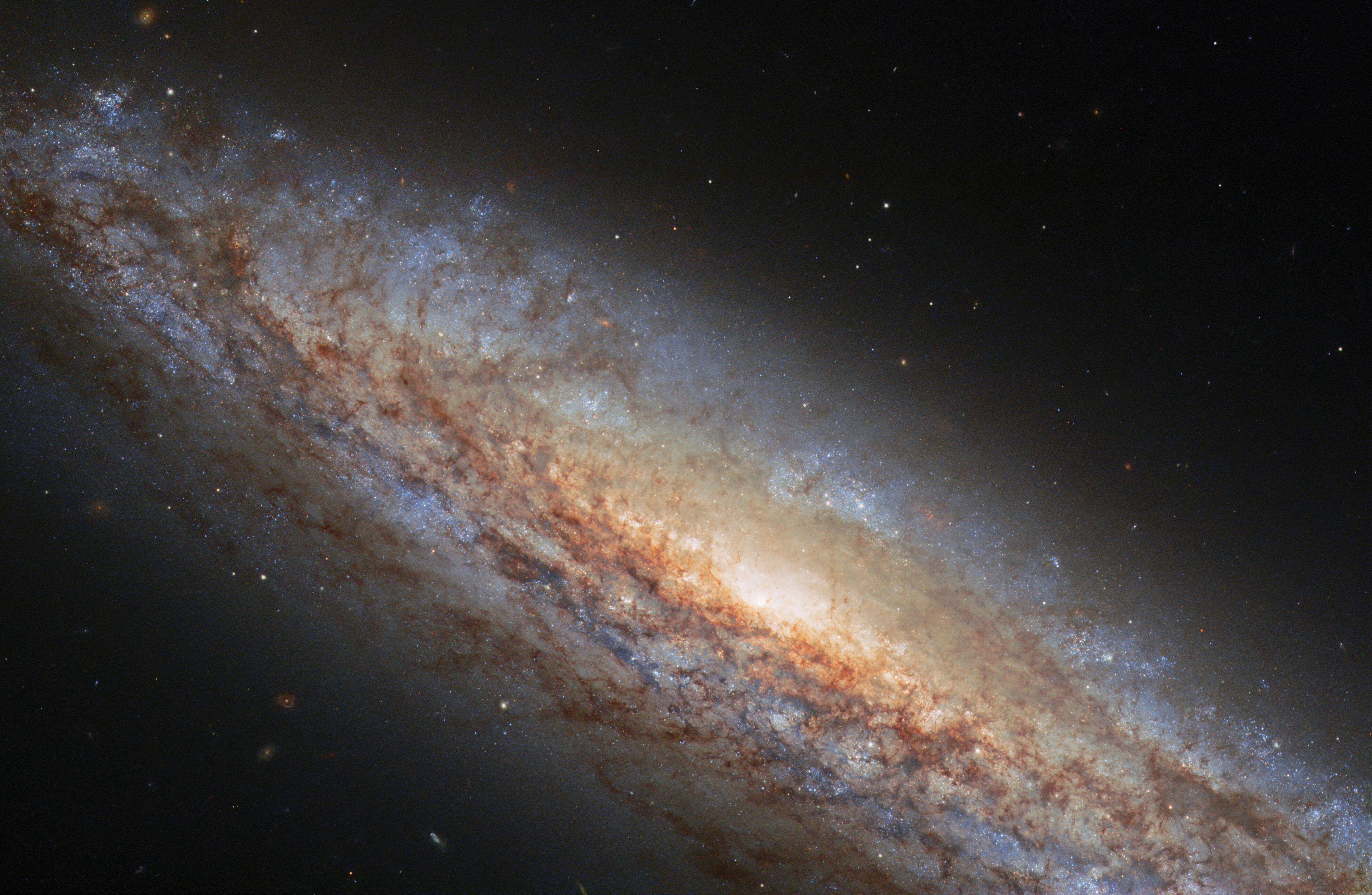
ハッブル宇宙望遠鏡によるNGC4666中心部の拡大図